# 南方資產
南方工業資產管理有限責任公司（简称南方資產），中國兵器裝備集團旗下公司，总部位于中国北京市，是在2001年成立，提供资金管理和金融服务的非银行金融机构。
其主要業務股权投资为主，以资产管理、资金运作和咨询业务为支撑的综合性投资管理机构，通过私募股权基金等载体不断拓展中国兵器装备集团主业经营资本运作，培育新兴产业，同时提供非主业资产集合管理和相关咨询服务等。現任董事长李守武，總經理邓智尤。
主要投資企業包括：華夏基金管理有限公司、南方九鼎投资管理有限公司、云南西仪工业股份有限公司、北京石晶光电科技股份有限公司、湖北华中药业有限公司、湖南南方搏云新材料有限责任公司、南方兵器装备产业有限责任公司、上海润南科技贸易有限公司、南方东银置地有限责任公司，以及湖南南方洪源机械制造有限责任公司。